# Govābīn
Govābīn (persiska: كُوابين, گَوابين, گَواپِن, گوابين, Kovābīn) är en ort i Iran.   Den ligger i provinsen Bushehr, i den centrala delen av landet, 700 km söder om huvudstaden Teheran. Govābīn ligger 7 meter över havet och antalet invånare är 344.
Terrängen runt Govābīn är mycket platt. Runt Govābīn är det ganska tätbefolkat, med 222 invånare per kvadratkilometer. Närmaste större samhälle är Jazīreh-ye Jonūbī, 18,4 km nordväst om Govābīn. Trakten runt Govābīn är ofruktbar med lite eller ingen växtlighet.